# Armand Athos
Armand, Seigneur de Sillègue, d'Athos, et d'Autevielle ("Señor de Sillègue, Athos y Autivielle"), más conocido como Armand Athos (c. 1615-21 de diciembre de 1643), fue un mosquetero gascón de la Maison du Roi en la Francia del siglo XVII. Athos era primo hermano del Conde de Troisville y primo de Isaac de Porthau, y junto a Henri d'Aramitz y este último formaron al grupo de los "tres hermanos". Sirvió como inspiración para el personaje del mismo nombre de Alejandro Dumas en Las novelas de D'Artagnan.

## Vida
De origen probablemente noble, Athos nació en Bearn, Francia alrededor del año 1615, hijo de Adrien de Sillègue Athos d'Autivielle de Cassaber y de la hermana del Conde de Troisville.
De acuerdo con las memorias del Conde d 'Artagnan, d 'Artagnan salvó vida de Athos en Pré aux Clercs. Después de unirse a los mosqueteros de la Guardia en 1640, Athos mantuvo su amistad con d' Artagnan.
Athos falleció en combate el 21 de diciembre de 1643 y fue enterrado en el Pré aux Clercs, cerca de París.